# Gros Sex
Gros Sex är en bergstopp i Schweiz. Den ligger i distriktet Aigle och kantonen Vaud, i den sydvästra delen av landet, 80 km söder om huvudstaden Bern. Toppen på Gros Sex är 2 418 meter över havet.